# Ciobanu
Ciobanu – wieś w Rumunii, w okręgu Konstanca, w gminie Ciobanu. W 2011 roku liczyła 2907 mieszkańców.